# Metrostation Moranbong
Die Metrostation Moranbong (모란봉), bis Ende Juni/August 2024 Tongil, übersetzt „Vereinigung“, der Metro Pjöngjang befindet sich im Stadtbezirk Moranbong-guyŏk an der Sungri-Straße. Der Betrieb wurde am 6. Oktober 1973 aufgenommen. Er befindet sich am Moranbong-Park, einem Naherholungsgebiet.
Die Station wurde 2019 renoviert und um Bildschirme, LED-Anzeigen und elektronischen Wegweisen sowie Rolltreppen erweitert.
Im Zeitraum Ende Juni/August 2024 wurde die Station in Moranbong („Pfingstrosenhügel“) umbenannt. Dies liegt wohl an der veränderten politischen Lage, in der jeder Hinweis auf eine mögliche Vereinigung mit Südkorea getilgt wird (siehe Abriss des Denkmal für die Wiedervereinigung im Januar 2024). Zeitweise war diese Haltestelle auch nur als „Station“ (역) gekennzeichnet.